# 이상한 선생님
〈이상한 선생님〉은 1949년 1월 《어린이나라》 에 발표한 채만식의 아동 소설이다. 순진하고 어리숙한 어린아이인 '나' 시점으로, 해방 전후의 혼란한 사회 속에서 자신에게 유리한 쪽으로 행동하는 기회주의적인 어른에 대해 해학적으로 비판하는 1인칭 관찰자 시점의 풍자

## 줄거리
어느 초등학교에 키가 매우 작고 이마가 툭 튀어나온 사나운 '박 선생님'과, 키가 크고 온순한 '강 선생님'이 있다. 아이들이 조선말을 쓰면 혹독한 벌을 주며 일본말을 쓰도록 강요하는 '박 선생님'과  달리 '강 선생님'은 되도록 조선말을 쓴다. 그와중 일본 제국이 패망하고 조선이 독립하며, 건국에 도움이 되는 일을 하자는 '강 선생님'의 제안을 '박 선생님'이 수용하며 둘은 친하게 지낸다. 하지만 '강 선생님'이 미국을 추종하는 '박 선생님'과 대립하다가 파면을 당하고, '나'는 미국을 찬양하는 '박 선생님'을 이상하다고 생각한다.